# Az Arthur-átok
Az Arthur-átok (eredeti cím: Arthur, malédiction) 2022-ben bemutatott francia horrorfilm, amelyet Barthélemy Grossmann rendezett. A film a negyedik része az Arthur-filmsorozatnak, amely Luc Besson Arthur-gyerekkönyvsorozatán alapul, egyben a trilógia spin-offja.
Az önálló film nem a korábbi filmek folytatása, hanem a való világban játszódik, ahol az Arthur-filmsorozat tizenéves rajongóinak egy csoportja felfedezi a házat, amelyben a trilógiát forgatták. Ugyanakkor rájönnek, hogy a Minimoys világában élt lények még mindig ott vannak.
A filmet 2022. június 29-én mutatták be Franciaországban. Általánosságban negatív véleményeket kapott a kritikusoktól. 

## Cselekmény
Alex gyerekkora óta rajong az Arthur filmsorozatért. Születésnapjára a barátai úgy döntöttek, hogy meglepik, és elviszik abba a házba, ahol a trilógiát forgatták. Egyikük sem sejti, hogy halálos csapdába kerülnek. Ami egykor gyerekkori álom volt, hamarosan valóságos rémálommá válik...

## Szereplők
- Mathieu Berger: Alex
- Thalia Besson: Samantha
- Lola Andreoni: Mathilde
- Mikaël Halimi: Douglas
- Yann Mendy: Jean
- Jade Pedri: Renata
- Vadim Agid: Maxime
- Marceau Ebersolt: Dominique
- Ludovic Berthillot

## A film készítése
A főforgatás titokban kezdődött 2020 nyarán Normandiában, ahol az eredeti filmeket is forgatták, és ugyanabban a házban, a COVID-19 világjárvány idején az első és a második hullám között. A forgatás 33 napig tartott.

## Bemutató
A filmet 2022. június 29-én mutatta be Franciaországban az Apollo Films és az EuropaCorp Distribution. Ez az első film az Arthur-sorozatban, amelyet az EuropaCorp egy másik céggel közösen forgalmaz.

## Fordítás
- Ez a szócikk részben vagy egészben  az   Arthur, malédiction című angol Wikipédia-szócikk fordításán alapul.  Az eredeti cikk szerkesztőit annak laptörténete sorolja fel. Ez a jelzés csupán a megfogalmazás eredetét és a szerzői jogokat jelzi, nem szolgál a cikkben szereplő információk forrásmegjelöléseként.